# Tomo Medved
Tomo Medved (ur. 17 marca 1968 w Cetingradzie) – chorwacki wojskowy i polityk, generał brygady w stanie spoczynku, od 2016 minister ds. weteranów, a od 2020 również wicepremier.

## Życiorys
Po ukończeniu szkoły średniej pracował w chorwackich kolejach państwowych Hrvatske željeznice. Po wybuchu w 1990 wojny w Chorwacji zgłosił się do wojsk chorwackich jako ochotnik. Dołączył do pierwszej zmechanizowanej brygady gwardii zwanej „Tigrovi” (pol. „Tygrysy”), elitarnej i najlepiej uzbrojonej jednostki sił zbrojnych Chorwacji. W trakcie działań wojennych w latach 1991–1992 został trzykrotnie ranny. Pozostał zawodowym żołnierzem, kształcił się w szkołach wojskowych, zaś w 2008 ukończył ekonomię na uczelni w Zaprešiciu. W trakcie czynnej służby był m.in. dowódcą swojej brygady (2002–2005) i szefem wydziału personalnego w sztabie generalnym (2007–2011).
W 2009 otrzymał nominację na generała brygady. W 2011 na własną prośbę przeszedł w stan spoczynku. Został prezesem stowarzyszenia zrzeszającego weteranów brygady „Tigrovi”, a także członkiem komitetu weteranów Chorwackiej Wspólnoty Demokratycznej (HDZ). Z rekomendacji tego ugrupowania w marcu 2016 objął urząd ministra ds. weteranów w rządzie Tihomira Oreškovicia. W przedterminowych wyborach w tym samym roku uzyskał mandat posła do Zgromadzenia Chorwackiego. W 2020 i 2024 wybierany na deputowanego do parlamentu na kolejne kadencje.
W październiku 2016 w nowo utworzonym rządzie Andreja Plenkovicia ponownie stanął na czele resortu ds. weteranów. W lipcu 2020 w drugim gabinecie dotychczasowego premiera pozostał ministrem ds. weteranów, dodatkowo obejmując urząd wicepremiera. Utrzymał obie te funkcje w utworzonym w maju 2024 trzecim rządzie lidera HDZ.

## Odznaczenia
- Order Księcia Domagoja[11]
- Red hrvatskog križa[11]
- Red hrvatskog trolista[11]
- Spomenica domovinske zahvalnosti[11]
- Medalja Ljeto ’95[11]
- Order „Za zasługi” III klasy (Ukraina, 2023)[12]